# Waukon, Iowa
Waukon là một thành phố thuộc quận Allamakee, tiểu bang Iowa, Hoa Kỳ. Năm 2010, dân số của thành phố này là 3897 người.

## Dân số
Dân số qua các năm:
- Năm 2000: 4131 người.
- Năm 2010: 3897 người.